# 津海岸駅
津海岸駅（つかいがんえき）は、かつて三重県津市乙部にあった（伊勢電気鉄道本線→）近畿日本鉄道伊勢線の駅（廃駅）である。
この付近で伊勢電本線は海岸に沿っており、津海岸駅のすぐ近くに海水浴場があった。

## 歴史
- 1930年（昭和5年）4月1日 - 津新地駅 - 新松阪駅間開業に伴い乙部駅（おとべえき）として設置。
  - 4月10日 - 津海岸駅に改称[1]。
- 1936年（昭和11年）9月15日 - 会社合併により参宮急行電鉄の駅となる。
- 1941年（昭和16年）3月15日 - 会社合併により関西急行鉄道の駅となる。
- 1944年（昭和19年）6月1日 - 会社合併により近畿日本鉄道の駅となる。
- 1961年（昭和36年）1月22日 - 廃止。

## 隣の駅
近畿日本鉄道
伊勢線
津新地駅 - 津海岸駅 - 阿漕浦駅